# George M. Steinbrenner Field
Pour les articles homonymes, voir George Field et Field.
Le George M. Steinbrenner Field (anciennement Legends Field) est un stade de baseball situé à Tampa en Floride. 
Cette enceinte inaugurée en 1996 est utilisée par l'équipe de ligue mineure de baseball des Yankees de Tampa qui évolue en Ligue de l'État de Floride.
Pendant les mois de février et de mars, ce stade est utilisé par la franchise de MLB des Yankees de New York afin de préparer ses saisons.
Connu sous le nom de Legends Field de 1996 à 2007, le stade est rebaptisé George M. Steinbrenner Field en février 2008 en hommage au propriétaire des Yankees.
Les Yankees permettent aux Rays de Tampa Bay de jouer leur saison 2025 dans ce stade, après que le Tropicana Field ait été endommagé par les ouragans Helene et Milton en octobre 2024. Cela fait du Steinbrenner Field la plus petite enceinte de Ligue majeur de baseball.